# András Balczó
András Balczó, född den 16 augusti 1938 i Kondoros, Ungern, är en ungersk idrottare inom modern femkamp.
Han tog OS-guld i lagtävlingen i samband med de olympiska tävlingarna i modern femkamp 1960 i Rom.
Han tog OS-silver i den individuella tävlingen och OS-guld i lagtävlingen i samband med de olympiska tävlingarna i modern femkamp 1968 i Mexico City.
Därefter tog Balczó OS-guld i den individuella tävlingen och OS-silver i lagtävlingen i samband med de olympiska tävlingarna i modern femkamp 1972 i München.